# Лебедь (тендер, 1831)
«Лебедь» — парусный тендер Балтийского флота России, находившийся в составе флота с 1831 по 1857 год. Во время службы использовался в качестве учебного и брандвахтенного судна, совершал плавания между портами Финского залива, один раз подвергался тимберовке, а по окончании службы был разобран.

## Описание тендера
Парусный одномачтовый тендер с деревянным корпусом, длина судна между перпендикулярами по сведениям из различных источников составляла от 21,54 до 21,6 метра, ширина без обшивки от 7,3 до 7,32 метра, а глубина интрюма — 3,12 метра. Вооружение судна состояло из двенадцати орудий.

## История службы

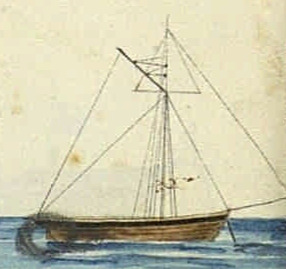
Изображение тендера из книги Л. И. Голенищева-Кутузова «О судах Балтийского флота, построенных со времени вступления на престол государя императора Николая Павловича»

Тендер «Лебедь» был заложен на стапеле Охтенской верфи 31 декабря 1830 (12 января 1831) года и после спуска на воду 30 июня (12 июля) 1831 года вошёл в состав Балтийского флота. Строительство вёл корабельный мастер полковник В. Ф. Стокке.
С 1832 по 1836 год ежегодно выходил в практические плавания в Балтийское море и Финский залив в составе эскадр и отрядов. В 1836 году в составе особого отряда судов Балтийского флота под общим командованием контр-адмирала Ф. П. Литке выходил в плавание в Финский залив с целью морской практики генерал-адмирала великого князя Константина Николаевича.
C 1838 по 1840 годы также ежегодно выходил в практические плавания в Балтийское море и Финский залив в составе эскадр и отрядов. В 1837 и 1853 годах нёс брандвахтенную службу в Ревеле, а в 1841 и 1842 годах — на Северном фарватере Кронштадта. В 1843 году подвергся тимберовке в Кронштадте. C 1844 по 1849 год, а также в 1851 и 1852 годах совершал плавания между портами Финского залива.
По окончании службы в 1857 году тендер «Лебедь» был разобран.

## Командиры тендера
Командирами тендера «Лебедь» в составе Российского императорского флота в разное время служили:
- В. А. Корнилов (1831–1832 годы);
- Ф. Д. Нордман (1833 год);
- Ф. С. Лутковский (1834 год);
- А. С. Бровцын (1835–1836 годы);
- Н. И. Камараш (1837–1840 годы);
- К. И. Григорович (1841–1842 годы);
- И. Н. Изыльметьев (1844 год);
- Ф. А. Дурасов (1845–1847 годы);
- Л. М. фон дер Рекке (1848–1849 годы);
- В. А. Римский-Корсаков (1851–1852 годы);
- Н. А. Стеценков (1853 год).